# جوردي أرناو
جوردي أرناو (بالإسبانية: Jordi Arnau)‏ هو لاعب هوكي الحقل إسباني، ولد في 7 أبريل 1970 في تاراسا في إسبانيا.

## وصلات خارجية
- جوردي أرناو على موقع أوليمبيديا (الإنجليزية)
- جوردي أرناو على موقع اللجنة الأولمبية الإسبانية (الإسبانية)